# Чёрный ходулочник
Чёрный ходу́лочник (лат. Himantopus novaezelandiae) — вид птиц семейства шилоклювковых (Recurvirostridae). Эндемик Новой Зеландии.

## Описание
Чёрный ходулочник похож на обыкновенного ходулочника, вместе с тем легко отличается от последнего полностью чёрным оперением. Так же ноги несколько короче, а клюв несколько длиннее чем у родственного вида. Ноги розовые. Крылья и спина имеют зелёный отблеск.
У молодых птиц лицо, шея и нижняя сторона тела белые. И на втором году жизни молодые чёрные ходулочники имеют белые пятна в оперении.

## Распространение
Чёрный ходулочник — эндемик Новой Зеландии. В то время как он раньше был распространён на обоих островах Новой Зеландии, сегодня он обитает только лишь в котловине Маккензи в центре острова Южный. Вне периода гнездования большинство птиц остаются поблизости от места гнездования, некоторые перебираются к побережью, и очень немногие продолжают путь и зимуют на острове Северный.

## Образ жизни
Чёрный ходулочник лостигает половой зрелости в возрасте двух (чаще трёх) лет. Гнездится одиночными парами. Оба партнёра совместно строят гнездо в июле или августе на постоянных островках или берегах в галечном русле реки. Пары, как правило, гнездятся в одном и том же месте каждый год. Откладка яиц происходит с августа по январь, достигая пика примерно в октябре. В кладке от трёх до пяти яиц (обычно четыре). Инкубационный период продолжается примерно 25 дней. Насиживают кладку оба родителя. Птенцы способны покидать гнездо и самостоятельно добывать корм уже через два дня после выклева. Обычно они держатся в пределах 200 м от гнезда. Птенцы оперяются через 39—55 дней, но остаются со своими родителями ещё на шесть—восемь месяцев. 
Питание состоит преимущественно из личинок подёнок, ручейников, веснянок, стрекоз и длинноусых, а также из мелких рыб, реже также из имаго насекомых, моллюсков и червей.

## Классификация
Некоторые зоологи считают чёрного ходулочника подвидом обыкновенного ходулочника (Himantopus himantopus). Обыкновенный ходулочник также представлен в Новой Зеландии. При случае оба вида скрещиваются, возникающий при этом гибрид похож на обыкновенного ходулочника, однако для него характерно, что шея и пятна на груди и брюхе чёрного цвета.

## Угрозы и защита
В 1940-х годах насчитывалось примерно от 500 до 1 000 чёрных ходулочников. Прежде всего, завезённые в Новую Зеландию хищники, такие как кошки и ласки, а также крысы и ежи вызвали сокращение популяции тем, что они поедали птиц, их яйца и птенцов. Осушение болотистых местностей, а также выпрямление рек также способствовали характерному сокращению популяции.
В 2001 году насчитывалось всего лишь 7 гнездящихся пар. С тех пор количество гнездящихся птиц благодаря интенсивным мероприятиям по охране постоянно увеличивалось и достигло в 2005 году 17 особей. С этим крайне незначительным количеством чёрный ходулочник классифицируется МСОП как находящийся под угрозой вымирания.
Мероприятия по охране включают в себя ренатуризацию в ранее осушенных областях, а также активную борьбу с хищниками в местах гнездования птиц. Так вокруг мест гнездовий устанавливаются ловушки. 25 чёрных ходулочников содержатся в неволе, готовится их выпуск на свободный от хищников остров.